# Lijst van Zuid-Koreaanse muziekgroepen
Dit is een lijst van Zuid-Koreaanse artiesten en bands met een artikel op de Nederlandstalige Wikipedia.

## Jaren 1990
- Seo Taiji and Boys
- Shinhwa

## Jaren 2000
- 2NE1
- 4Minute
- Big Bang
- Brown Eyed Girls
- Girls' Generation
- SHINee
- Super Junior

## Jaren 2010
- AOA
- Ateez
- Blackpink
- BTS
- Everglow
- EXO
- Got7
- Hotshot
- Itzy
- Leenalchi
- Lovelyz
- Mamamoo
- Monsta X
- NCT
- ONF
- Orange Caramel
- Red Velvet
- Seventeen
- SF9
- Sistar
- Spica
- Stray Kids
- The Boyz
- Triple H
- Twice
- TXT
- U-KISS

## Jaren 2020
- BAE173
- ENHYPEN
- TO1